# Masters mondiaux de snooker
Les Masters mondiaux sont le premier tournoi de snooker jamais organisé en Arabie saoudite.
La création de l'épreuve témoigne de l'implantation croissante du snooker professionnel au Moyen-Orient, après la tenue d'un premier Masters en Turquie en 2022 et d'un tournoi à Dubaï dans les années 1990.

## Historique
Durant la saison 2019-2020, la fédération internationale de snooker avait annoncé l'instauration d'un « Masters d'Arabie saoudite » comptant pour le classement mondial, et dont la première édition devait avoir lieu en octobre 2020. Néanmoins, le projet est abandonné en raison des effets de la pandémie mondiale.
L'idée est relancée en 2024, avec l'organisation des Masters mondiaux, tournoi sur invitation réunissant les dix premiers joueurs du classement mondial de snooker, ainsi que deux joueurs amateur locaux (un Saoudien et un Qatari). La compétition est disputée sur trois jours, et entend se distinguer des tournois de snooker traditionnels, introduisant une nouvelle règle de jeu. En effet, une huitième bille de couleur est ajoutée aux sept billes du jeu classique ; une bille dorée appelée « Riyadh Season ball », en référence au festival annuel de sport organisé par l'État saoudien. Cette bille, d'une valeur de vingt points, ne peut être empochée que si le stricker a réussi au préalable un break royal de 147 points, portant de fait la valeur du break à maximal à 167 points,. Cette règle est accueillie de façon mitigée par l'opinion publique.
Lors de l'édition inaugurale, John Higgins est le seul à passer tout près d'un break maximum en enchainant 15 billes rouges et 15 billes noires, avant de se coller à la bille jaune et de manquer son empochage.

## Vainqueurs
| Année                         | Vainqueur                     | Finaliste                     | Score                         | Saison                        |
| Masters mondiaux (non-classé) | Masters mondiaux (non-classé) | Masters mondiaux (non-classé) | Masters mondiaux (non-classé) | Masters mondiaux (non-classé) |
| ----------------------------- | ----------------------------- | ----------------------------- | ----------------------------- | ----------------------------- |
| 2024                          | Ronnie O'Sullivan             | Luca Brecel                   | 5-2                           | 2023-2024                     |
| 2024 (2)                      | Mark Allen                    | Luca Brecel                   | 5-1                           | 2024-2025                     |

## Bilan par pays
| Pays            | Joueurs | Total | Premier titre | Dernier titre |
| --------------- | ------- | ----- | ------------- | ------------- |
| Angleterre      | 1       | 1     | 2024          | 2024          |
| Irlande du Nord | 1       | 1     | 2024          | 2024          |